# ルイス・ティーグ

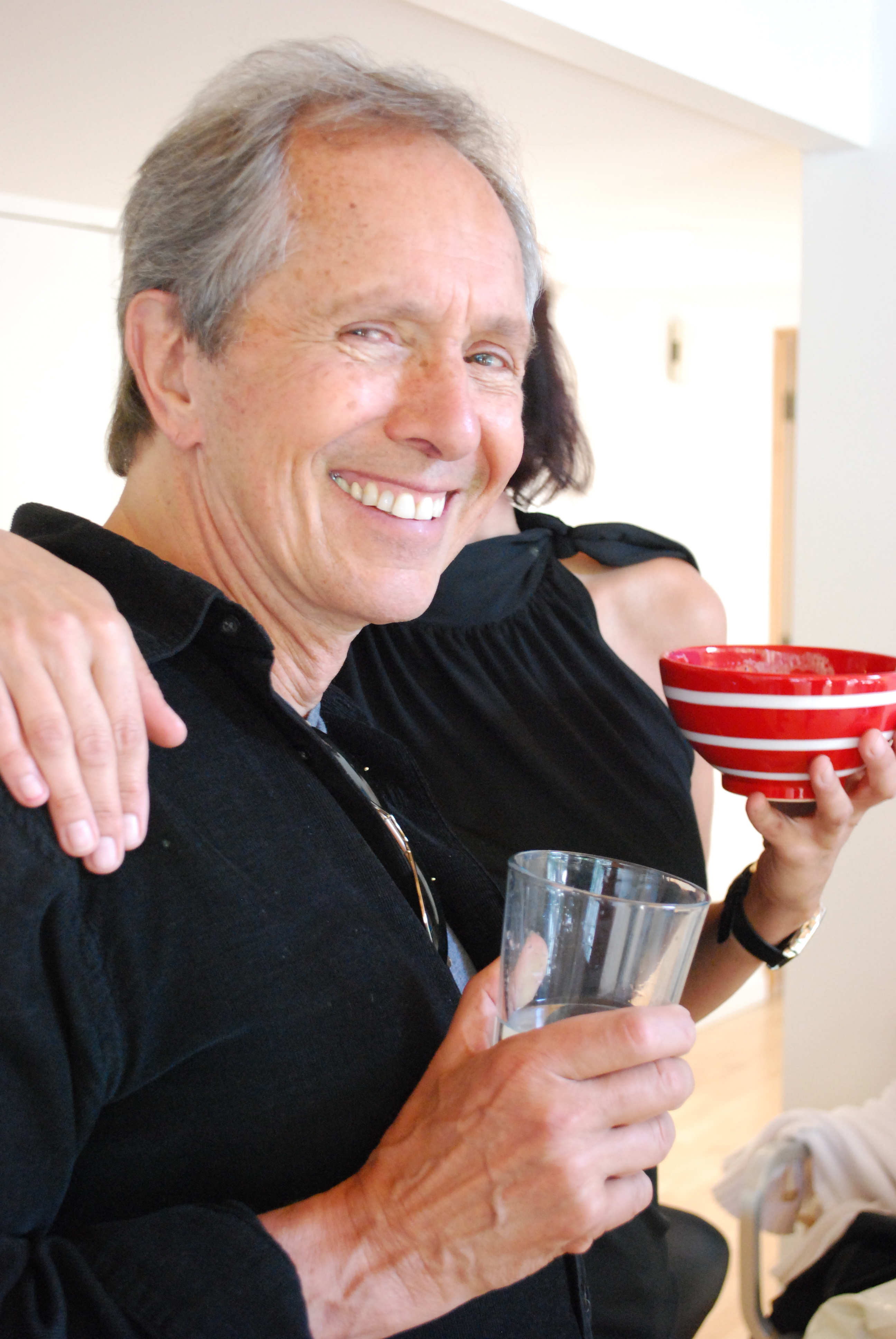
2009年撮影

ルイス・ティーグ（Lewis Teague、1938年3月8日 - ）は、アメリカ合衆国の映画監督。ニューヨーク・ブルックリン区生まれ。

## 監督作品
- 赤いドレスの女（The Lady in Red、1979）
- アリゲーター（Alligator、1980）
- デス・ベンジェンス（Death Vengeance、1982）
- クジョー（Cujo、1983）
- ナイルの宝石（The Jewel of the Nile、1985）
- キャッツ・アイ（Cat's Eye、1985）
- ベスト・コップ（Collision Course、1989）
- ネイビー・シールズ（Navy SEALs、1990）
- ウェドロック（Wedlock、1991）
- ジャスティス・リーグ（Justice League of America、1997）
- バミューダ 呪われた財宝（The Triangle、2001）